# Pristocnemis farinosus
Pristocnemis farinosus is een hooiwagen uit de familie Gonyleptidae.